# 申龙客车
上海申龙客车有限公司是一家客运车辆制造企业，位于中国上海市闵行区。

## 概要

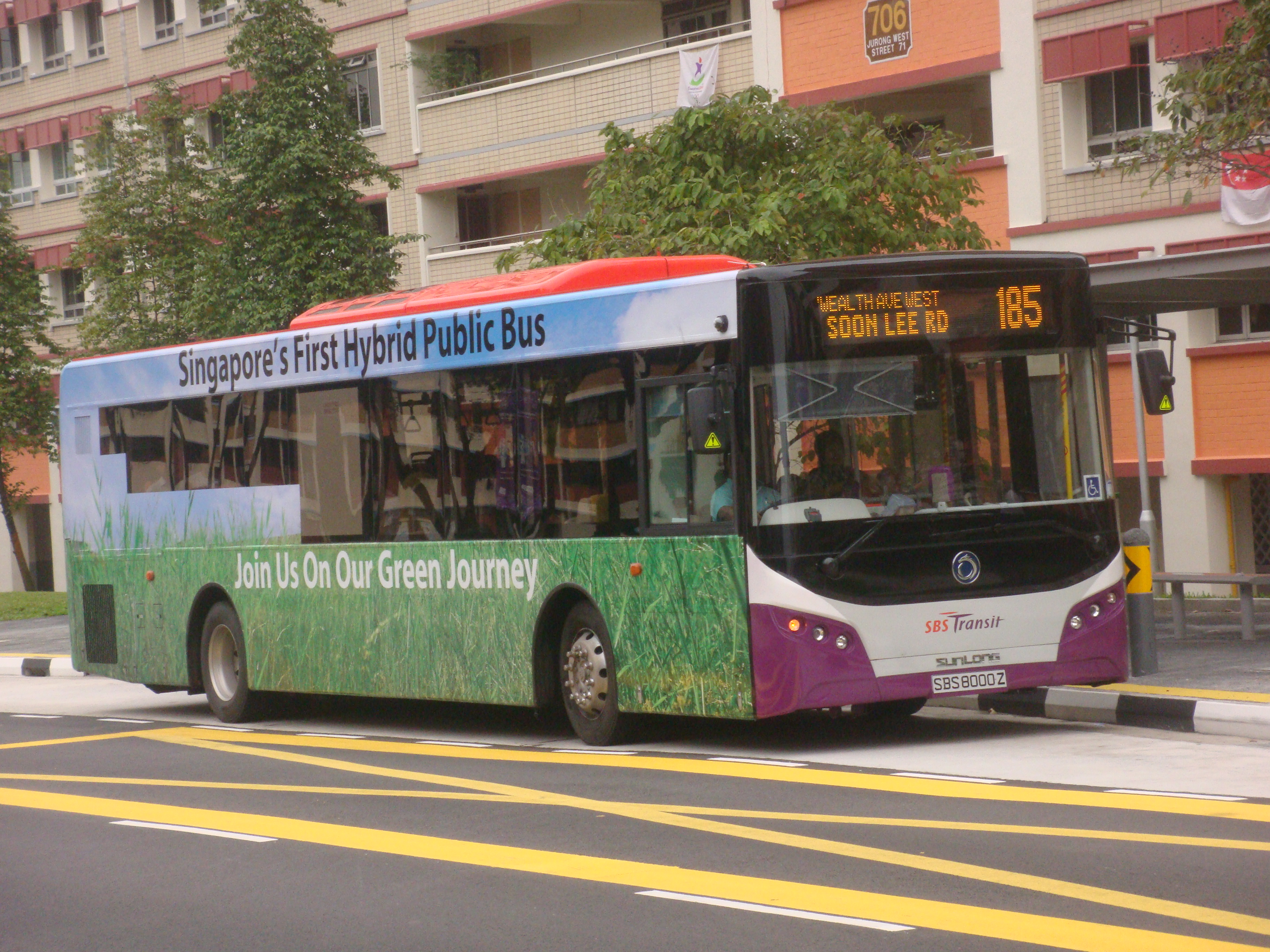
运行于新加坡的申龙混合动力巴士

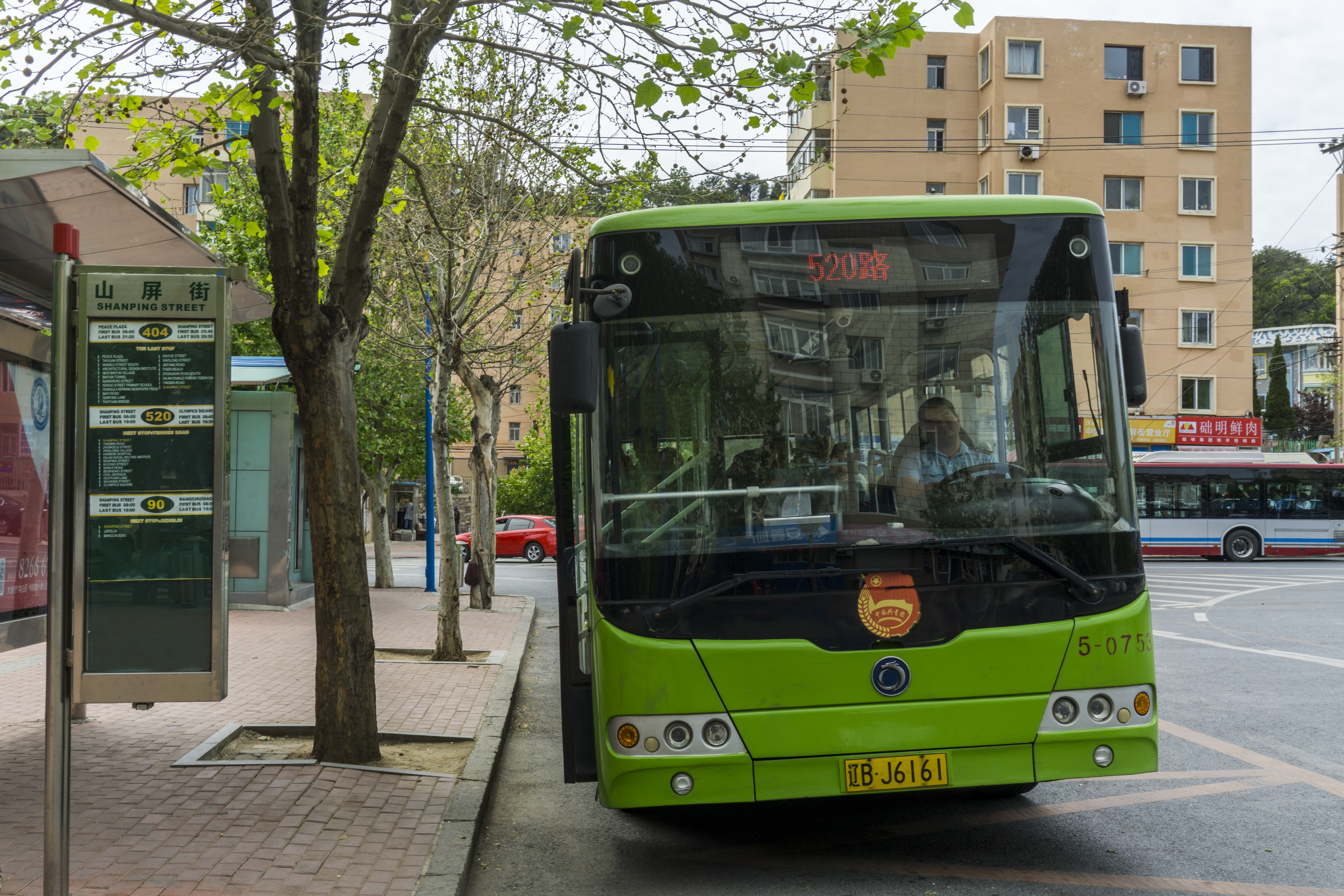
运行于大连公交520路的SLK6855UF53公交车

申龙客车是上海市3家客运车辆制造企业之一，另为上汽集团的子公司上海申沃和上海万象大宇，呈竞争关系。申龙和申沃的产品线都涵盖旅游用车、城市客车和校车等，大宇则主要生产城市客车。
申龙的前身为1972年12月成立的杨浦汽车修理厂，1978年12月改为上海杨浦客车厂，1984年又更名为上海旅游客车厂，其产品商标为“骏马”牌。
2004年，已停产的上海旅游客车厂被福建民营企业三龙集团收购，其后在上海康桥工业区注册成立上海申龙客车，2009年4月正式注册申龙牌商标。
2014年在江苏省无锡市设立生产基地。在中国大陆，广州、乌鲁木齐等城市使用申龙客车作为城市通勤车辆。2012年，申龙向秘鲁海军出售了CNG车辆。同年9月12日，申龙在韩国成立子公司申龙韩国，甚至打破本地企业的垄断。
2017年3月20日，液晶玻璃基板生产商东旭光电称将以30亿元的价格通过发行股份及支付现金方式购买上海辉懋持有的申龙客车100%股权。

## 广西申龙

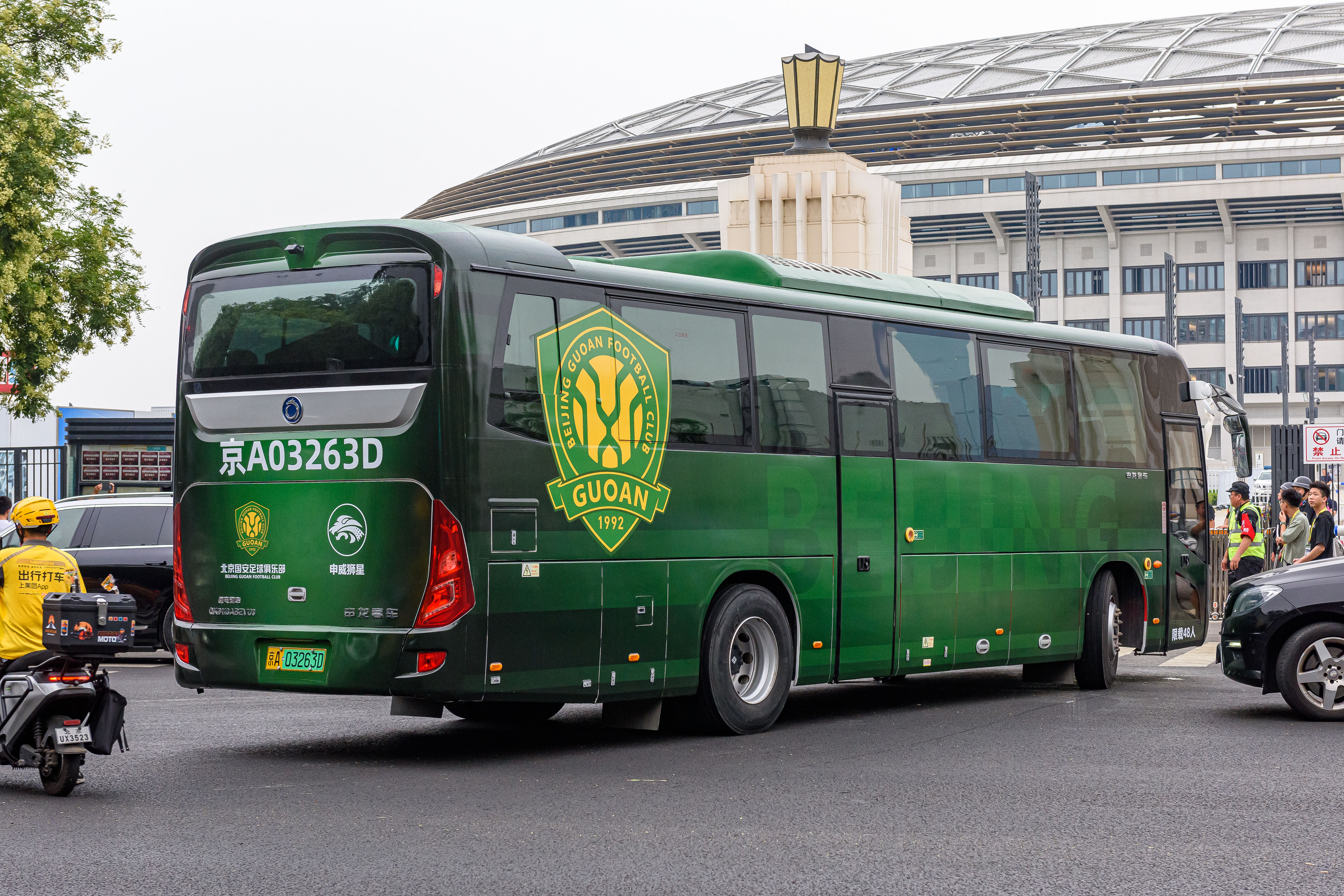
用于北京国安足球俱乐部球员巴士的HQK6118ABEVU3型，车尾标示为“申龙客车”并悬挂申龙标志，但型号前缀为HQK

广西申龙汽车制造有限公司为南宁产投集团控股75%、上海申龙客车控股25%的客车生产商，其车型的企业名称代号HQK源自原广州红桥客车厂。2015年，珠海广通集团旗下珠海九龙鹏宇汽车有限公司收购红桥客车生产资质，而此前九龙鹏宇已在南宁市注册成立广西源正新能源汽车有限公司。
2017年3月，随着东旭光电收购申龙，广西源正汽车原股东将持有的源正汽车100%股权全部转让给申龙客车。2018年6月，广西源正新能源汽车有限公司更名为广西申龙汽车制造有限公司。尽管在工信部《道路机动车辆生产企业及产品公告》中的“产品商标”一栏仍记载为“紫象牌”，广西申龙生产的客车仅悬挂申龙标识和“申龙客车”字样，但型号前缀为HQK，而非申龙的SLK。

## 不良性事故
以下记载申龙设计制造的车辆的不良性事故。
- 2015年6月7日，珲乌高速公路长春方向一辆载有29人的申龙客车发生倾覆事故，号牌为吉B65350，事故造成5死3伤，原因为车速过快且当时为雨水天气，与公路右侧侧栏相撞后侧翻。[13]